# Seznam dílů seriálu Exorcista
Toto je seznam dílů seriálu Exorcista. Americký hororový televizní seriál Exorcista měl premiéru na stanici Fox.

## Přehled řad
| Řada | Díly | Premiéra v USA | Premiéra v USA    | Premiéra v ČR   | Premiéra v ČR   |
| Řada | Díly | První díl      | Poslední díl      | První díl       | Poslední díl    |
| ---- | ---- | -------------- | ----------------- | --------------- | --------------- |
| 1    | 10   | 23. září 2016  | 16. prosince 2016 | 14. ledna 2018  | 18. března 2018 |
| 2    | 10   | 29. září 2017  | 15. prosince 2017 | 25. března 2018 | 28. května 2018 |

## Seznam dílů

### První řada (2016)
| Č. v seriálu | Č. v řadě | Původní název                                | Český název                                    | Režie          | Scénář                           | Premiéra v USA     | Premiéra v ČR   |
| ------------ | --------- | -------------------------------------------- | ---------------------------------------------- | -------------- | -------------------------------- | ------------------ | --------------- |
| 1            | 1         | Chapter One: And Let My Cry Come Unto Thee   | Kapitola první: Ať mé volání až k tobě dospěje | Rupert Wyatt   | námět a scénář: Jeremy Slater    | 23. září 2016      | 14. ledna 2018  |
| 2            | 2         | Chapter Two: Lupus in Fabula                 | Kapitola druhá: Lupus in fabula                | Michael Nankin | Heather Bellson                  | 30. září 2016      | 21. ledna 2018  |
| 3            | 3         | Chapter Three: Let 'Em In                    | Kapitola třetí: Vpusťte je!                    | Michael Nankin | Dre Ryan                         | 7. října 2016      | 28. ledna 2018  |
| 4            | 4         | Chapter Four: The Moveable Feast             | Kapitola čtvrtá: Pohyblivý svátek              | Craig Zisk     | Adam Stein                       | 14. října 2016     | 4. února 2018   |
| 5            | 5         | Chapter Five: Through My Most Grievous Fault | Kapitola pátá: Mea culpa                       | Jason Ensler   | David Grimm                      | 21. října 2016     | 11. února 2018  |
| 6            | 6         | Chapter Six: Star of the Morning             | Kapitola šestá: Světlonoš                      | Jennifer Phang | Laura Marks                      | 4. listopadu 2016  | 18. února 2018  |
| 7            | 7         | Chapter Seven: Father of Lies                | Kapitola sedmá: Otec lží                       | Tinge Krishnan | Charise Castro Smith             | 11. listopadu 2016 | 25. února 2018  |
| 8            | 8         | Chapter Eight: The Griefbearers              | Kapitola osmá: Trpitelé                        | Louis Milito   | Marcus Gardley                   | 18. listopadu 2016 | 4. března 2018  |
| 9            | 9         | Chapter Nine: 162                            | Kapitola devátá: 162                           | Bill Johnson   | Franklin Jin Rho a Jeremy Slater | 9. prosince 2016   | 11. března 2018 |
| 10           | 10        | Chapter Ten: Three Rooms                     | Kapitola desátá: Tři pokoje                    | Jason Ensler   | Jeremy Slater                    | 16. prosince 2016  | 18. března 2018 |

### Druhá řada:The Next Chapter(2017)
| Č. v seriálu | Č. v řadě | Původní název                        | Český název                        | Režie                     | Scénář                        | Premiéra v USA     | Premiéra v ČR   |
| ------------ | --------- | ------------------------------------ | ---------------------------------- | ------------------------- | ----------------------------- | ------------------ | --------------- |
| 11           | 1         | Janus                                | Janus                              | Jason Ensler              | Heather Bellson               | 29. září 2017      | 25. března 2018 |
| 12           | 2         | Safe as Houses                       | Pocit bezpečí                      | Deran Sarafian            | Adam Stein                    | 6. října 2017      | 1. dubna 2018   |
| 13           | 3         | Unclean                              | Nečisté                            | Ti West                   | Manny Coto                    | 13. října 2017     | 8. dubna 2018   |
| 14           | 4         | One for Sorrow                       | Jedna přináší smutek               | So Yong Kim               | Rebecca Kirsch                | 20. října 2017     | 15. dubna 2018  |
| 15           | 5         | There but for the Grace of God, Go I | Tam, nebýt milosti Boží, kráčím já | Alex Garcia Lopez         | Alyssa Clark                  | 3. listopadu 2017  | 22. dubna 2018  |
| 16           | 6         | Darling Nikki                        | Miláček Nikki                      | Jason Ensler              | Franklin Jin Rho a Adam Stein | 10. listopadu 2017 | 29. dubna 2018  |
| 17           | 7         | Help Me                              | Pomoc!                             | Steven A. Adelson         | David Grimm                   | 17. listopadu 2017 | 6. května 2018  |
| 18           | 8         | A Heaven of Hell                     | Pekelné nebe                       | Meera Menon               | Heather Bellson & M. Willis   | 1. prosince 2017   | 13. května 2018 |
| 19           | 9         | Ritual & Repetition                  | Obřad a opakování                  | Elizabeth Allen Rosenbaum | Sean Crouch                   | 8. prosince 2017   | 21. května 2018 |
| 20           | 10        | Unworthy                             | Nejsem hoden                       | Jason Ensler              | Jeremy Slater                 | 15. prosince 2017  | 28. května 2018 |